# Doris Svedlund
Doris Eugenia Svedlund (født 11. december 1926, død 7. september 1985) var en svensk skuespillerinde, der medvirkede i over 35 film og tv-serier. Hun optrådte eksempelvis i Ingmar Bergmans film Fængsel fra 1949 og medvirkede desuden også i tv-serien Strandvaskeren.

## Udvalgt filmografi
- De stærke hænder (1946)
- Fængsel (1949)
- Regimentets glade drenge (1949)
- Den hvide kat (1950)
- Fraskilt (1951)
- Møde med livet (1952)
- Blondie, bøffen og bananen (1952)
- Kærlighed (1952)
- Skyer over Hellesta (1956)
- Halstørklædet (tv-serie, 1962)
- Lära för livet (tv-serie, 1977)
- Strandvaskeren (tv-serie, 1978)